# Deceased...
Deceased..., oft auch nur Deceased (englisch für „ableben“) ist eine Metal-Band aus Arlington, Virginia, USA.

## Geschichte
Die Band wurde 1984 in Virginia von King Fowley gegründet und begannen ab 1985 im Underground Demos zu veröffentlichen. Bei einem Autounfall starb der damalige Bassist Rob Sterzel. Die Bandmitglieder waren stark von den frühen Thrash-Metal-Bands beeinflusst, insbesondere von Voivod. In der Undergroundszene spielten sie häufig mit Bands wie Morbid Angel und Immolation. Nach der Veröffentlichung von fünf Demos erhielt die Band als erste Band überhaupt einen Plattenvertrag bei dem neu gegründeten Musiklabel Relapse Records.
Nach einer ersten EP namens Gutwrecnch erschien 1992 das Debütalbum Luck of the Corpse. Knapp ein Jahr später erschien die EP 13 Frightened Souls. 1995 erschien das zweite Album Blueprints for Madness. 1997 folgte Fearless Undead Machines, das von vielen als ihr bestes Album betrachtet wird. 2000 folgte mit Supernatural Addiction ein weiteres Album. 2001 erschien über Relapse noch die EP Behind the Mourner’s Veil. Die Band war jedoch nicht zufrieden mit der Promotion und trennte sich nach einem Bandmeeting vom Label.
Anschließend begannen eher rastlose Jahre, bei denen die Band auf mehreren Labels Alben, EPs und Kompilationen veröffentlichte. Ein schwerer Schlag war als Gründungsmitglied Mark Adams und einziges verbliebenes Originalmitglied neben Frontmann King Fowley sich aus der Musikszene zurückzog und von einem auf den anderen Tag aufhörte zu spielen.
An den Erfolg alter Tage konnte die Gruppe jedoch nicht mehr anknüpfen. 2016 wurden drei alten Alben, die lange Jahre nicht nachgepresst wurden, von Transcending Obscurity neu aufgelegt.
2018 erschien ihr bisher letztes Album Ghostly White. Am 13. November 2018 ertrank der langjährige Schlagzeuger Dave Castillo im Alter von 43 Jahren bei einem Besuch seiner Familie in El Salvador. Vorher hatte er noch die Schlagzeugparts zum Album eingespielt. Er wurde durch Amos Rifkin ersetzt.

## Weitere Projekte
Einige Mitglieder von Deceased... gründeten die Heavy-Metal-Band October 31.

## Musikstil
Deceased gelten als Pioniere des Death Metals, die die Entstehung des Stils aus dem Thrash Metal mitgeprägt haben. Der frühe Stil war daher noch sehr roh und im Wesentlichen geprägt von der kanadischen Band Voivod. Später wandelte sich der Stil zu einer Art Melodic Death Metal.

## Diskografie

### Demos
- 1986: The Evil Side of Religion
- 1988: Birth by Radiation
- 1989: One Night in the Cemetery
- 1993: Live with the Legions
- 1995: Demo I 1995
- 1995: Demo II 1995

### Alben
- 1991: Luck of the Corpse (Relapse Records)
- 1995: The Blueprints of Madness (Relapse Records)
- 1997: Fearless Undead Machines (Relapse Records)
- 2000: Supernatural Addiction (Relapse Records)
- 2005: Rotten to the Core (Malt Soda Recordings)
- 2005: As the Weird Travel On (Thrash Corner Records)
- 2011: Surreal Overdose (PATAC Records)
- 2018: Ghostly White (Hells Headbangers)

### Livealben
- 2002: Up the Tombstones!!! Live 2000 (Thrash Corner Records)
- 2010: Stalking the Airwaves (Outlaw Recordings)
- 2019: Death Metal from the Dave (Shrieks from the Hearse Records)

### Kompilationen
- 1996: Death metal from the Grave (Last World)
- 2002: The Radiation Years (Cursed Productions)
- 2002: Zombie Hymns (Crook'D Records)
- 2003: Corpses, Souls & Other Strangeness (Relapse Records)
- 2004: Return to the Evil Side (Cursed Productions)
- 2004: Legions Of Arrggghhhh (Trauma Records)
- 2009: Night of the Deceased (Hard Rocker)
- 2009: Worship the Coffin (2CD, AreaDeath Productions)
- 2015: Demos from the Grave (Hells Headbangers)
- 2015: Cadaver Traditions (2xCD, Hells Headbangers)

### EPs/Singles
- 1991: Gutwrench (Relapse Records)
- 1992: The 13 Frightened Souls (Relapse Records)
- 2000: The Premonition (Outlaw Recordings)
- 2001: Behind the Mourner’s Veil (Relapse Records)
- 2007: Inject the Ugliness (Metal War Productions)
- 2011: Cloned (Day of the Robot) (Dark Descent Records)
- 2012: Luck of the Corpse (Flexi-7’’, Decibel Flexi Series)

### Split-Veröffentlichungen
- 2003: Relapse Single Series Vol. 2 (Split-CD mit General Surgery, Destroy und Disrupt, Relapse Records)
- 2008: Unpleasant Scenarios / Unholy Wrath (Split-7’’ mit Sacrifical Blood, Rusty Axe Records)
- 2008: The Weird Sessions/Figure in Black (Split-10’’ mit Crucified Mortals, Hells Headbangers)
- 2014: The Figure of Uneasiness / Below the Deck of Opulence (Split-LP mit Conceived by Hate, Morbid Skull Records)